# Mathieu Fonteyn
Mathieu Fonteyn (14 februari 1985) is een Belgisch zwemmer. Hij nam eenmaal deel aan de Olympische Spelen, maar won bij die gelegenheid geen medailles.
Op 23-jarige leeftijd maakte hij zijn olympisch debuut bij de Olympische Zomerspelen 2008 in Peking. Hij kwam uit op de 200 m vlinderslag. Op die afstand is hij tevens Belgisch recordhouder in groot bad met een tijd van 1.56,65.

## Internationale toernooien
| Jaar | Olympische Spelen    | WK langebaan                              | WK kortebaan          | EK langebaan                                                                       | EK kortebaan                                                                       |
| ---- | -------------------- | ----------------------------------------- | --------------------- | ---------------------------------------------------------------------------------- | ---------------------------------------------------------------------------------- |
| 2002 |                      |                                           | geen deelname         | geen deelname                                                                      | 34e 50m vlinderslag 26e 100m vlinderslag 22e 200m vlinderslag 14e 4x50m wisselslag |
| 2003 |                      | geen deelname                             |                       |                                                                                    | 35e 100m vlinderslag 27e 200m vlinderslag                                          |
| 2004 | geen deelname        |                                           | geen deelname         | geen deelname                                                                      | geen deelname                                                                      |
| 2005 |                      | geen deelname                             |                       |                                                                                    | 21e 200m vlinderslag                                                               |
| 2006 |                      |                                           | geen deelname         | 14e 200m vlinderslag                                                               | 24e 100m vlinderslag 18e 200m vlinderslag                                          |
| 2007 |                      | 32e 100m vlinderslag 19e 200m vlinderslag |                       |                                                                                    | 27e 50m vlinderslag 17e 100m vlinderslag 7e 200m vlinderslag                       |
| 2008 | 19e 200m vlinderslag |                                           | geen deelname         | 40e 50m vlinderslag 20e 100m vlinderslag 4e 200m vlinderslag 11e 4x200m vrije slag | geen deelname                                                                      |
| 2009 |                      | 69e 100m vlinderslag 36e 200m vlinderslag |                       |                                                                                    | geen deelname                                                                      |
| 2010 |                      |                                           | 11e 4x200m vrije slag | geen deelname                                                                      | geen deelname                                                                      |
| 2011 |                      | 13e 4x200m vrije slag                     |                       |                                                                                    | geen deelname                                                                      |

## Persoonlijke records
(Bijgewerkt tot en met 12 augustus 2011)

### Kortebaan
| Afstand          | Tijd    | Datum            | Plaats     |
| ---------------- | ------- | ---------------- | ---------- |
| 50m vlinderslag  | 24,37   | 17 november 2007 | Wachtebeke |
| 100m vlinderslag | 52,61   | 17 november 2007 | Wachtebeke |
| 200m vlinderslag | 1.56,13 | 15 december 2007 | Debrecen   |

### Langebaan
| Afstand          | Tijd       | Datum            | Plaats    |
| ---------------- | ---------- | ---------------- | --------- |
| 50m vlinderslag  | 24,82      | 11 januari 2008  | Antwerpen |
| 100m vlinderslag | 53,52      | 22 maart 2008    | Eindhoven |
| 200m vlinderslag | BR 1.56,65 | 11 augustus 2008 | Peking    |